# Viviane (film)
Viviane (גט - המשפט של ויויאן אמסלם) è un film del 2014 diretto da Ronit Elkabetz e Shlomi Elkabetz.

## Trama
Viviane Amsalem chiede il divorzio da tre anni, ma il marito Elisha' non è d'accordo. In Israele non è consentito né il matrimonio civile, né il divorzio civile, e solo i rabbini possono legittimare un matrimonio o il suo scioglimento. Ma la separazione è possibile solo con il pieno consenso del marito, che alla fine ha più potere dei giudici.

## Riconoscimenti
- 2015 - Golden Globe
  - Nomination Miglior film straniero (Israele)